# كارلو ماريا أباتي
كارلو ماريا أباتي (بالإيطالية: Carlo Maria Abate)‏ مواليد 10 يوليو 1932 في تورينو، هو سائق فورملا 1 إيطالي سابق كان قد بدأ مسيرته الاحترافية سنة 1962. خاض خلال مسيرته 2 سباقاً.

## سباقات شارك فيها
- لو مان 24 ساعة
- بطولة العالم للسيارات الرياضية

## روابط خارجية
- كارلو ماريا أباتي على موقع IMDb (الإنجليزية)